# Lijst van organisaties uit Teenage Mutant Ninja Turtles
Dit is een lijst van organisaties, groepen, bondgenootschappen en rassen die voorkomen in het fictieve universum van de Teenage Mutant Ninja Turtles.

## Tabel van optredens
Deze tabel toont in welk van de zeven belangrijkste TMNT incarnaties een organisatie of ras voorkwam. Met “voorkwam” wordt bedoeld dat de organisatie echt in beeld verscheen, niet dat er alleen over werd gesproken of aan gerefereerd.
| Organisatie                       | E&L's TMNT | 1987 serie | Adventures | NT: TNM | 2003 serie | Films | videospellen |
| --------------------------------- | ---------- | ---------- | ---------- | ------- | ---------- | ----- | ------------ |
| Avian                             | nee        | nee        | nee        | nee     | ja         | nee   | nee          |
| Brotherhood                       | nee        | nee        | nee        | nee     | ja         | nee   | nee          |
| Channel 3                         | nee        | nee        | nee        | nee     | nee        | ja    | nee          |
| Channel 6                         | nee        | ja         | ja         | nee     | nee        | nee   | ja           |
| C.R.A.P./H.A.T.E.                 | ja         | nee        | nee        | nee     | ja         | nee   | nee          |
| Dark Turtles                      | nee        | nee        | nee        | nee     | ja         | nee   | nee          |
| D.A.R.P.A.                        | ja         | nee        | nee        | nee     | nee        | nee   | nee          |
| Earth Protection Force            | nee        | nee        | nee        | nee     | ja         | nee   | nee          |
| Federation                        | ja         | nee        | nee        | nee     | ja         | nee   | ja           |
| Foot Clan                         | ja         | ja         | ja         | ja      | ja         | ja    | ja           |
| Grybyx                            | nee        | ja         | onbekend   | nee     | nee        | nee   | nee          |
| Guardians                         | nee        | nee        | nee        | nee     | ja         | nee   | nee          |
| H.A.V.O.C.                        | nee        | ja         | nee        | nee     | nee        | nee   | nee          |
| Inuwashi Gunjin                   | nee        | nee        | nee        | nee     | ja         | nee   | nee          |
| Justice Force                     | ja         | nee        | nee        | nee     | ja         | nee   | nee          |
| Kanabo                            | nee        | nee        | nee        | nee     | ja         | nee   | nee          |
| Kunoichi                          | nee        | ja         | nee        | nee     | nee        | nee   | nee          |
| Merman                            | ja         | nee        | nee        | nee     | ja         | nee   | nee          |
| Mokusai no Bushi                  | nee        | nee        | nee        | nee     | ja         | nee   | nee          |
| Mutanimals                        | nee        | nee        | ja         | nee     | nee        | nee   | nee          |
| Neutrinos                         | nee        | ja         | ja         | nee     | nee        | nee   | nee          |
| Ninja Tribunal                    | nee        | nee        | nee        | nee     | ja         | nee   | nee          |
| O'Neil Tech                       | nee        | nee        | nee        | nee     | ja         | nee   | nee          |
| Peacekeepers                      | nee        | nee        | nee        | nee     | ja         | nee   | nee          |
| Purple Dragons                    | ja         | Onbekend   | Onbekend   | nee     | ja         | nee   | ja           |
| Rock Soldiers                     | nee        | ja         | ja         | nee     | nee        | nee   | ja           |
| Street Phantoms                   | nee        | nee        | nee        | nee     | ja         | nee   | nee          |
| TCRI                              | ja         | nee        | nee        | nee     | ja         | nee   | nee          |
| TGRI                              | nee        | nee        | nee        | nee     | nee        | ja    | nee          |
| Triceraton                        | ja         | ja         | nee        | nee     | ja         | nee   | ja           |
| Utrom                             | ja         | nee        | nee        | nee     | ja         | nee   | nee          |
| Wild West C.O.W.-Boys of Moo Mesa | ja         | nee        | nee        | nee     | ja         | nee   | nee          |
| Y'Lyntian                         | nee        | nee        | nee        | nee     | ja         | nee   | nee          |

## Avian
Dit zijn mensen die vleugels kregen van de oude beschaving Y'Lyntian. Ze dienden als bewakers die moesten voorkomen dat rebellen zouden ontsnappen. Fysiek zien ze er uit als engelen. Tijdens de oorlog waarbij vele menselijke beschavingen in opstand kwamen tegen de Y’Lantian, keerden de Avian zich tegen hun scheppers. Ze veranderden hun gevangenis in een huis, en hielden zich duizenden jaren schuil in een stad verborgen in de wolken. Enkele Avians waren echter van mening dat ze ook over de oppervlaktewereld moesten heersen en er kwam een opstand, die eindigde toen de rebelse Mephos werd gevangen.

## Brotherhood
De Brotherhood is een hagedisachtige soort die woont in een alternatieve dimensie. Ze verschenen in de aflevering Trouble with Augie. Ze zijn een gewelddadig ras dat in hun wereld al het leven reeds had uitgeroeid. Ze reisden van dimensie naar dimensie om zich overal te goed te doen aan de inwoners van die dimensie. In de laatste wereld die ze bereikten, konden ze niet verder door een kapotte poort, totdat Aprils oom August ook in deze wereld arriveerde. Ze lieten hem de poort repareren onder valse voorwaarden. Hun ware aard werd ontdekt door Donatello, waarna August en de Turtles de leider van de Brotherhood opsloten in een dimensie bewoond door carnivore insecten.

## Channel 3
Channel 3 is een tv-zender waar April O'Neil voor werkte als een onderzoeksjournalist in de eerste TMNT movie. Gedurende een van haar verhalen kwam ze te dicht in de buurt van het ontmaskeren van de Foot Clan, waardoor ze doelwit werd van deze clan.

## Channel 6
Channel 6 is een fictieve tv-zender in New York waarvoor April O'Neil werkt als een verslaggever in de eerste animatieserie en de Teenage Mutant Ninja Turtles Adventures strip. De studio zit in een gebouw met een grote zes erop.
Naast April zijn de enige bekende medewerkers Burne Thompson, the boss of the station, Vernon Fenwick, een verslaggever die de rivaal is van April en altijd haar verhalen wil stelen en Irma Langinstein, de secretaresse.
In de aflevering Get Shredder! werd het Channel 6 gebouw vernietigd door Shredder.

## C.R.A.P./ H.A.T.E.
C.R.A.P., een afkorting voor “Committee to Rebuild American Patriotism” was een groep van extremisten die de Turtles, April, Casey en Splinter tegenkwamen gedurende hun verblijf in Northampton. C.R.A.P., geleid door een man genaamd Skonk, had plannen om een nucleaire bom te gebruiken om een aanval van Rusland in scène te zetten, in de hoop zo de Derde Wereldoorlog uit te lokken. Een van de studenten die was ontvoerd door C.R.A.P. wist te ontkomen en waarschuwde de Turtles. De Turtles bevochten C.R.A.P.’s leden, maar konden Skonk niet meer op tijd stoppen. Gelukkig bleek Donatello de plutonium reeds te hebben verwijderd uit de bom, waardoor de bom slechts een kleine ontploffing veroorzaakte die enkel het C.R.A.P. hoofdkwartier opblies, met Skonk erbij.
In de tweede animatieserie werd ditzelfde verhaal gebruikt in de aflevering H.A.T.E.. In deze aflevering kreeg de organisatie echter de naam H.A.T.E. (Humans Against The Extraterrestrials), een extremistische groep gevormd na de invasie van de Triceratons. Ze geloofden dat de aliens nog altijd in New York waren, en wilden de stad daarom geheel van de kaart vegen met een nucleaire bom.

## Dark Turtles
Een groep klonen van de Turtles gemaakt door Sh'Okanabo en gebruikt door Darius Dun in het zesde seizoen van de tweede animatieserie. Deze klonen zijn sterker en meedogenlozer dan de Turtles. Een van hen heeft continu zijn tong uit zijn mond hangen als een referentie naar de Marvel Comics superschurk Venom.

## D.A.R.P.A.
D.A.R.P.A., afkorting voor Defense Advanced Research Projects Agency of Defense And Research Projects Administration is een discrete tak van de CIA die zich bezighoudt met bovennatuurlijke of buitenaardse zaken. Ze opereren vanuit Nevada en werden voor het eerst gezien in volume 1 van de Teenage Mutant Ninja Turtles stripserie.
Enkele activiteiten van DARPA waren het vangen en bestuderen van aliens en mutaties, het namaken van alien technologie en onmenselijke experimenten op onvrijwillige proefkonijnen.

## Earth Protection Force
Een geheime organisatie gevormd door President Ulysses Grant en geleid door Agent Bishop. De organisatie moet, zoals de naam al aanduid, de aarde beschermen. Ze bestaan als een geheime eenheid die alienaanvallen tegen moet gaan. Door het gebrek aan aliens en een aantal fouten dreigde de organisatie te worden gesloten. Bishop zette toen een invasie in scène om aan te tonen dat de organisatie echt nodig was. Deze nepaanval had echter een uitbraak van mutaties onder de lokale fauna tot gevolg, die maar met moeite in bedwang kon worden gehouden.

## Federation
De Federation (federatie) is een organisatie van mensen (of een menselijk ras) aan de andere kant van de Melkweg. De organisatie is uitgebreid, ondanks dat de mensen het jongste en zwakste ras zijn in biologische termen. De federatie is anders dan de naam doet vermoeden geen democratie, maar een militaire dictatuur. De overheid gaf de militairen steeds meer macht door de dreiging van andere rassen (vooral de Triceratons). Ze zijn bereid deals te sluiten en hulp te bieden aan andere rassen.
De Turtles hebben de Federatie ontmoet tijdens hun avonturen in de ruimte. De federatie zocht toen naar de Fugitoid (Professor Honeycutt), die de bouwplannen bezat voor een teleportatieapparaat. Ook de Triceratons wilden hem hebben, waardoor de Turtles in een vuurgevecht tussen de twee partijen belandden. Ze hielpen de Fugitoid ontsnappen.
Toen de Triceratons later de Aarde aanvielen om de Fugitoid in handen te krijgen, maakte de Federatie een deal met Agent Bishop: alle aliens zouden de Aarde verlaten als hij hen de Fugitoid bracht. De Fugitoid liet zich vrijwillig vangen en uploadde een virus naar alle schepen van beide partijen. De leiders van beide partijen werden afgezet en de oorlog beëindigd.

## Grybyx
Grybyxes (spreek uit ger-bics, zowel enkelfout als meervoud) zijn dieren uit Dimensie X. Ze verschenen in de eerste animatieserie. Ze hebben telekinetische gaven en kunnen als ze iets vreemds te eten krijgen uitgroeien tot enorme monsters. Ze worden als huisdieren gehouden door de inwoners van Dimensie X.

## Guardians
De Guardians zijn de menselijke beschermers en bondgenoten van de Utrom. Ze dienen als tegenhangers van de Foot Clan. De Guardians zijn van nature eervolle krijgers gewapend met hightech wapens en vaardigheden die zelfs de Foot Clan te boven gaan. De standaard outfit van een Guardian is een blauwe jas met een zwart shirt, broek en laarzen, en een medaillon met het symbool van hun genootschap.
Hamato Yoshi was ook een Guardian, evenals zijn vriend Yukio Mashimi. Yoshi werd een opperguardian, maar Yukio niet. Deze was daar zo kwaad over dat hij een Foot lid werd en de Utroms verraadde.

## H.A.V.O.C.
H.A.V.O.C. staat voor “Highly Advanced Variety Of Creatures”. De Turtles kwamen H.A.V.O.C. tegen in de eerste animatieserie. H.A.V.O.C. is een groep van mutanten in New York. Ze boden de Turtles een veilige thuishaven aan voor de mensen die hen als vijanden zagen. De Turtles ontdekten echter dat H.A.V.O.C. mutanten niet beschermde, maar maakte. Ze wilden de hele stad muteren. De Turtles bevochten de organisatie in een paar afleveringen van het achtste seizoen.

## Inuwashi Gunjin
Een team van krijgers onder leiding van Darius Dun. Ze moesten Darius’ neef, Cody, vangen nadat hij wegliep met de Turtles. De Gunjin waren ooit eervolle krijgers die door Darius werden gedwongen voor hem te werken middels stasisapparaten op hun borst. In een gevecht op de maan wisten de Turtles deze controle te verbreken.

## Justice Force
Een superheldenteam uit de Mirage stripboeken en de tweede animatieserie. Oorspronkelijk opereerden ze tientallen jaren geleden, maar gingen uit elkaar. Ze kwamen nog eenmaal bij elkaar toen de voormalige leden werden ontvoerd. In de strips was de ontvoerder het voormalige lid Dr. Dome. In de animatieserie was dit Ananda, de dochter van Dr. Dome. In beide versies van het verhaal sluit de ontvoerder uiteindelijk vrede met de Justice Force.
In de animatieserie kwam ook een tweede, modern team van de Justice Forcded voor. Hun hoofdkwartier is in New York.
Het originele team bestond uit:
1. Stainless Steve Steel
2. Joey Lastic
3. Metalhead
4. Battling Bernice
5. Dr. Dome
6. Zippy Lad

Het nieuwe team bestaat uit:
1. Silver Sentry
2. Ananda
3. Metalhead
4. Chrysalis
5. Tsunami
6. Nobody
7. Raptarr
8. Nano
9. Turtle Titan (parttime)

## Kanabo
De Kanabo zijn een ras dat in het universum planeet na planeet verovert. Hun leider staat bekend als Sh'Okanabo en wil zijn soort loslaten op de Aarde op wat hij noemt de "Day of Awakening". Die dag is wanneer de Kanabo uit hun eieren komen. Hij lijkt sterk op Black Arms uit Shadow the Hedgehog. Sterker nog, in de Amerikaanse versie hebben ze dezelfde stemacteur.

## Kunoichi
De Kunoichi zijn vrouwelijke ninja’s en de helpers van Pimiko.

## Merman
Een bizar ras van amfibische mensachtigen. De Turtles kwamen hen voor het eerst tegen op een tochtje met een vlot. Ze zagen toen een Merman aan land gaan en sterven aan stralingsvergiftiging. Dit leidde tot een misverstand met de andere Merman die dachten dat de Turltes de dode Merman hadden vermoord. Later kwam Leonardo er nog een tegen in de riolen van New York.
In de aflevering Sons of the Silent Age werd onthuld dat de Merman net als de Avians waren gemaakt door de Y'Lyntian beschaving.

## Mokusai no Bushi
Een groep van vechters gestuurd door het Ninja Tribunal om specifieke krijgers te onderwerpen aan een test. Ze zijn in feite niets meer dan levende poppen van hout. Hun naam betekent dan ook "Warriors of Wood".

## Mutanimals
De Mutanimals (een porte-manteau van mutant en animals) waren een team van mutanten bestaande uit Mondo Gecko, Ray Fillet, Leatherhead, Dreadmon, Jagwar, en Wingnut. Ze verschenen voor het eerst in deel 19 van de Teenage Mutant Ninja Turtles Adventures stripserie gepubliceerd in april 1991 door Archie Comics. Ze kregen later zelfs hun eigen stripserie. Toen deze serie werd stopgezet keerden ze weer terug naar de Turtle strips. Uiteindelijk werd het hele team gedood door de superschurken Waster, Fist, Dead-Eye en Lynch. Deze gebeurtenis haalde zelfs het nieuws omdat de Archie strips op kinderen waren gericht en dit een zeer ongewone plotwending was voor de serie.

## Neutrinos
Een ras van mensen met puntoren en jaren 50 stijl kleding en kapsels. Ze komen uit Dimensie X en deden mee in de eerste animatieserie en de stripserie “Teenage Mutant Ninja Turtles Adventures”. Ze reizen in vliegende auto’s "Starmobiles". Baby Neutrinos hebben psychokinetische krachten. De drie hoofdzakelijke Neutrinos in de serie zijn Dask, Kala, en Zak. De Turtles ontmoetten het drietal toen ze door Krang naar Dimensie X werden gehaald.

## Ninja Tribunal
Een groep van vier ninjitsu meesters die voor het eerst opdoken in seizoen 4 van de tweede animatieserie. Ze rekruteerden de Turtles en vier andere krijgers om een onbekend kwaad te bestrijden.
In het vijfde “verloren” seizoen bleken de leden van het Tribunaal de Turtles te hebben gerekruteerd om te voorkomen dat de “echte” Shredder, een demon/man die ooit Japan terroriseerde, zou terugkeren. In de vroege vierde eeuw waren de tribunaalleden nog vier van de beste krijgers in Japan. Samen met Oroku Saki vormden ze de “Five Dragons”. Ze bevochten een grote tengudemon genaamd “The Shredder”. Oroku Saki was echter een verrader. In plaats van de tengu te doden maakte hij een deal met hem. Hij liet de tengu zijn lichaam overnemen waardoor hij veranderde in een half mens, half demon die bekend kwam te staan als de Shredeer. Hij terroriseerde Japan met een leger van demonen. De andere krijgers reisden de wereld rond om de kennis en kracht te verkrijgen die nodig was om Oroku Saki te verslaan. Op die manier werden ze zelf godachtige wezens. In de gedaante van vier draken versloegen ze Oroku Saki en sloten hem op in een tombe. Daarna hielden ze hem sterk in de gaten.
De leden van het tribunaal zijn de machtigste wezens in het TMNT universum. Hun kennis van ninjitsu en de mystieke kunsten maakt dat ze dingen kunnen doen die zelfs andere ninjitsu meesters te boven gaan. Hun hoofdkwartier is een klooster in Japan.

## O'Neil Tech
O'Neil Tech is een compagnie die ooit zal worden opgericht door April O'Neil, Casey Jones en Donatello. In het jaar 2105 (waar het “Fast Forward” seizoen zich in afspeelt) is het de organisatie de grootste leverancier van Aardse technologie. De beveiliging is dan ook zeer streng. In 2105 is het bedrijf in handen van Cody Jones, maar gerund door zijn oom Darius Dun. Medewerkers zijn onder andere Starlee Hambrath. O'Neil Tech heeft de gouden regel om geen wapens te produceren.

## Peacekeepers
In het Fast Forward seizoen zijn de Peacekeepers een organisatie die de wet handhaaft op Aarde. Hun taak is vrede en orde te bewaren. Ze worden het grootste deel van de tijd geleid door een robot genaamd Constable Biggles, iets wat de andere officieren niet echt aanstaat. Hun uniformen zijn blauw en gelijk aan die van de Britse politie.

## Purple Dragons
De Purple Dragons of Purple Dragons Gang is een fictieve straatbende die in meerdere incarnaties van de TMNT voorkomt. Ze komen van de oostkant van New York en staan bekend als de sterkste straatbende van New York.
In de originele stripserie waren de Purple Dragons de eerste vijanden die de Turtles bevochten, gelijk aan het begin van het eerste album.
In de tweede animatieserie werd de rol van de Purple Dragons flink uitgebreid. Hierin was de straatbende oorspronkelijk een tak van de Foot Clan, die voor de organisatie de misdaad op straatniveau regelde. Ze werden geleid door Hun, Shredders rechterhand. Na Shredders “overlijden” brak de bende los van de Foot en probeerde zelf de New Yorkse onderwereld over te nemen. Dit lukte niet en na Shredders terugkeer werd de bende weer geabsorbeerd door de Foot.
Een meer definitieve afsplitsing vond plaats in het vierde seizoen: toen Oroku Saki, alias Ch’rell, was verbannen en Karai de Foot leidde. Hun verliet de Foot en maakte van de Purple Dragons een machtige misdaadorganisatie gelijk aan de Foot Clan. Deze nieuwe richting bleek tot dusver succesvol en de Purple Dragons konden zelfs kleinere bendes gaan sponsoren om werk te doen dat ze voorheen zelf moesten opknappen.

## Rock Soldiers
De Rock Soldiers, ook wel “Stone Warriors” genoemd, zijn inwoners van Dimensie X en de soldaten van Krang. Ze worden geleid door General Traag. Fysiek zien ze eruit als enorme mensachtigen gemaakt van rood-oranje steen. Ze dragen wapens uit Dimensie X en hun harde lichaam maakt ze tot sterke vechters.

## Street Phantoms
Een straatbende uit het jaar 2105. Ze kunnen door elk materiaal heenlopen en alleen fysiek worden aangevallen als ze iemand aanraken. Ze worden geleid door een man genaamd Jammerhead, en houden zich schuil in een onzichtbaar vliegend schip.

## TCRI
TCRI (Techno-Cosmic Research Institute) is een bedrijf dat door de Utroms als dekmantel wordt gebruikt voor hun activiteiten op Aarde. TCRI was verantwoordelijk voor de creatie van het mutageen dat de Turtles en Splinter veranderde in wat ze nu zijn.

## TGRI
De filmversie van TCRI uit de film Teenage Mutant Ninja Turtles II: The Secret of the Ooze. De producers van de film wilden alle buitenaardse elementen weglaten uit de films. TGRI (Techno-Global Research Institute) is een gewone aardse corporatie. Wel waren zij in de film eveneens verantwoordelijk voor de creatie van het mutageen. De Foot Clan dwong de hoofdwetenschapper van TGRI, Professor Jordan Perry, om voor hen de mutanten Tokka en Rahzar te maken.

## Triceraton
De Triceratons zijn een buitenaards ras van antropomorfe triceratops. Ze ademen een mengsel van zwavel en stikstof, en dragen buiten hun natuurlijke omgeving altijd helmen die hun van de juiste atmosfeer voorzien. Ze vernietigden om onbekende reden hun thuisplaneet.
Het Triceraton keizerrijk is een brute gemeenschap geleid door de Prime Leader Zanramon. Ze zijn al lange tijd in oorlog met de Federation. Ze hebben ook een enorme honger naar gevechten, en laten vaak aliens tegen elkaar vechten in arena’s. Toch was het keizerrijk ooit een grote republiek, totdat Zanramon de macht greep.
De Turtles kwamen de Triceratons voor het eerst tegen toen ze Professor Honeycutt beschermden. Ze ontmoetten ook Traximus, een eervolle krijger die het keizerrijk wilde herstellen tot de republiek die het ooit was. Met zijn hulp ontsnapten de Turtles terug naar de aarde.
De Triceratons ontdekten dat Honeycutt op Aarde was en begonnen een invasie, waar ook al snel de Federation bij betrokken raakte. Pas toen Honeycutt beide partijen uitschakelde met een virus werd de oorlog tussen de twee partijen beëindigd. Zanramon werd afgezet en de Triceratons sloten vrede met de Federation.

## Wild West C.O.W.-Boys of Moo Mesa
In deel 21 van Mirage Studio’s Tales of the Teenage Mutant Ninja Turtles titel kwamen de Turtles de Wild West C.O.W.-Boys of Moo Mesa tegen, die al langer bekend waren van een zaterdagochtend serie. Ze maakten ook een gastoptreden in aflevering 120 van de tweede animatieserie.

## Y'Lyntian
De Y’Lyntian beschaving was duizenden jaren geleden een van de machtigste beschavingen op Aarde. Hun kracht kwam van een kirstal genaamd de Sun Crystal, die op hun eiland landde met een meteoor. Met de kracht van dit kristal maakte de beschaving een enorme ontwikkeling door. Hun superioriteit maakte hen echter arrogant. Ze gebruiken de kristallen om andere mensen te veranderen in mutanten en die als slaven voor hen te laten werken. Nie talle Y’Lantians waren het hiermee eens, en een opstand werd gevormd. Op een dag spanden alle andere menselijke stammen samen tegen de Y’Lantians, geholpen door de mutantslaven. De slaven vernietigden het Sun Crystal en het eiland zonk weg in zee. Enkele Y’Lyntians ontsnapten en namen een stukje van het kristal mee. Ze bouwden een ondergrondse stad, maar de kleine stukken kristal konden hen niet lang in leven houden. Ze gingen daarom in een staat van schijndood om te wachten op de eerstvolgende solar alignment die hun kristallen van nieuwe energie zou voorzien.
In de loop der eeuwen werd de beschaving vergeten. Alleen de legendes bleven over, waarin de beschaving bekend kwam te staan als het mythische atlantis. Ook de ondergrondse stad bleef verborgen. Op het land erboven werd uiteindelijk New York gebouwd. De riolen van de stad werden aangesloten op een iets minder diep gelegen Y’Lantiaans bouwwerk. Dit bouwwerk diende gedurende de eerste drie seizoenen als huis van de Turtles.
Te Turtles kwamen de ondergrondse stad voor het eerst tegen in de aflevering “Notes from the Underground”. In de aflevering "The Entity Below" vond de Solar Allignment plaats en moesten de Turtles voorkomen dat de Y’Lantianen hun oude macht zouden herwinnen. Ze slaagden hierin met behulp van Brasalia, een Y’Lantian die tegen de wreedheden van haar volk was.